# Michail Alexandrovič Goltison
Michail Alexandrovič Goltison, (rusky Михаил Александрович Гольтисон, 28. října 1870 v Kronštadtu - 28. února 1914 v Petrohradě, byl rusko-finský tenorista a hudební kritik.
Goltison byl první finský zpěvák, který natočil svůj zpěv na gramofonové desky.
Roku 1901 představil Goltison v Petrohradu 13 svých desek a čtyři s finskými písněmi Kreivin sylissä istunut, Suomen laulu/Finská píseň, Suomen salossa/Ve finských lesích (Honkain keskellä/Uprostřed boru) a Tuoll' on mun kultani/Tam je můj miláček. Všechny písně byly provedeny s doprovodem klavíru. Později na podzim roku 1901 zazpíval Mooses Putro se svým sborem Suomalainen lauluseura písně v Petrohradě. Se skladbami se poté Goltison zúčastnil hudebního festivalu v Tartu.